# Công nghiệp thực phẩm

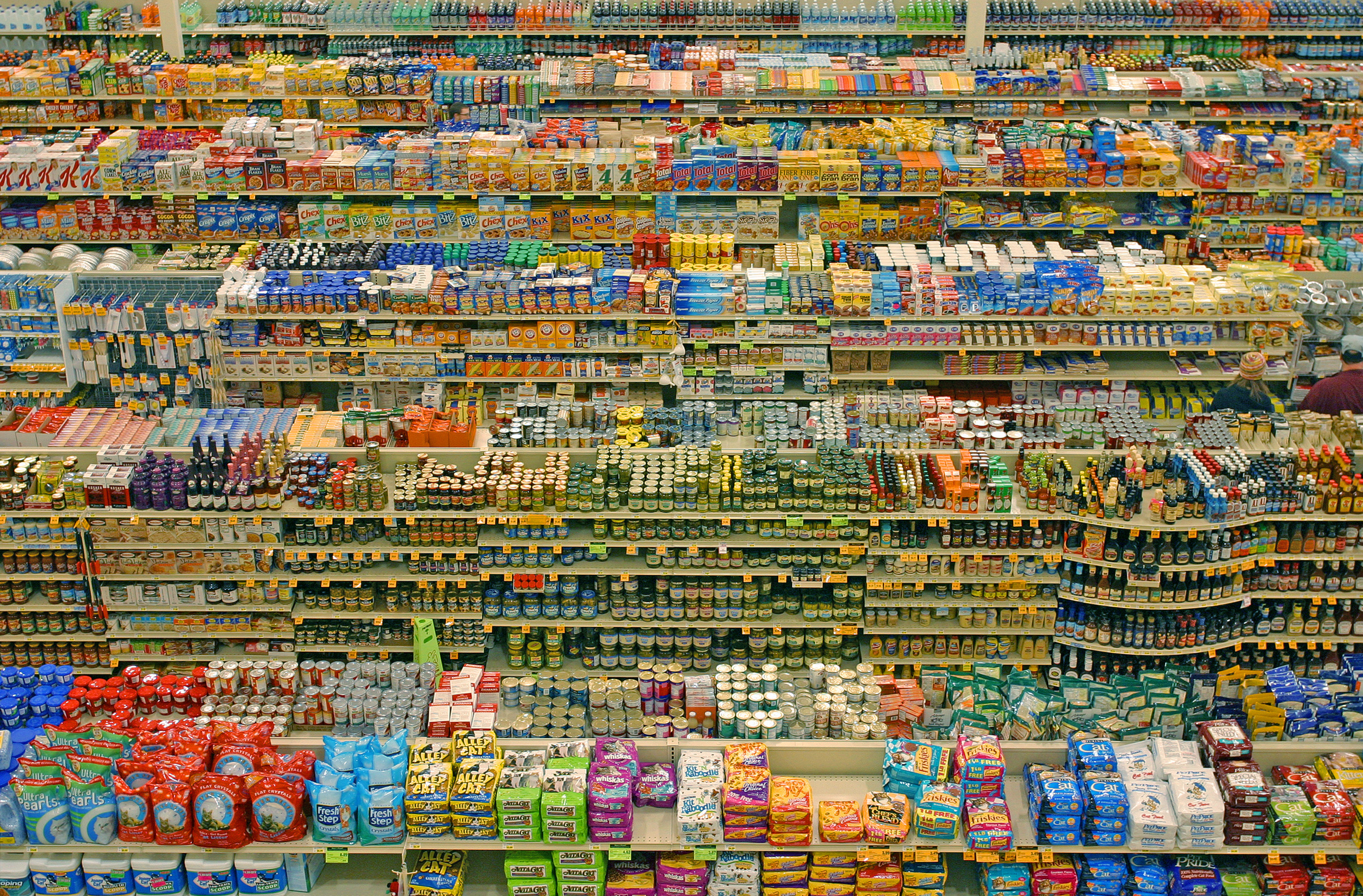
Thực phẩm đóng gói xếp thành hàng tại một cửa hàng tạp hóa Mỹ.

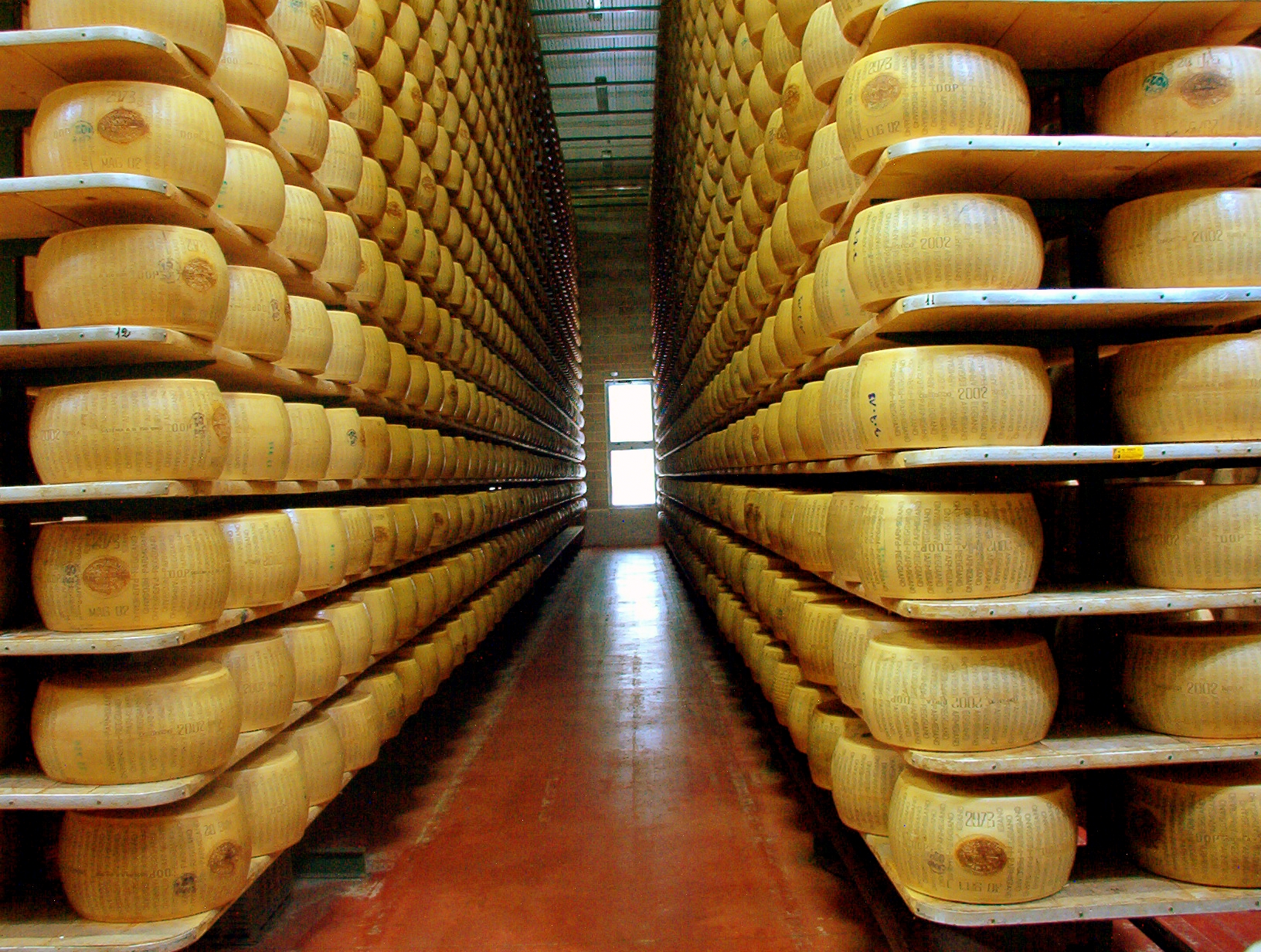
Phô mai Parmigiano reggiano trong một nhà máy hiện đại.

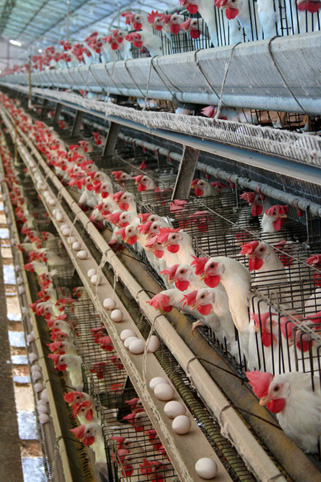
Gà mái trong chuồng pin ở Brazil, một ví dụ về chăn nuôi công nghiệp.

Công nghiệp thực phẩm là một tập hợp toàn cầu, phức tạp gồm nhiều doanh nghiệp đa dạng, cung cấp hầu hết thực phẩm cho dân số thế giới. Chỉ những người nông dân tự cung tự cấp, những người sống sót nhờ vào những gì họ trồng và những người săn bắt hái lượm mới có thể đứng bên ngoài phạm vi của ngành công nghiệp thực phẩm hiện đại.
Ngành công nghiệp thực phẩm bao gồm:
- Nông nghiệp: trồng trọt, chăn nuôi và hải sản
- Sản xuất: hóa chất nông nghiệp, xây dựng nông nghiệp, máy móc và vật tư nông nghiệp, hạt giống, vv
- Chế biến thực phẩm: chuẩn bị các sản phẩm tươi cho thị trường, và sản xuất các sản phẩm thực phẩm chế biến sẵn
- Tiếp thị: quảng bá các sản phẩm chung (ví dụ: sữa), sản phẩm mới, quảng cáo, chiến dịch tiếp thị, bao bì, quan hệ công chúng, v.v.
- Bán buôn và phân phối thực phẩm: hậu cần, vận chuyển, kho bãi
- Dịch vụ thực phẩm (bao gồm phục vụ)
- Cửa hàng tạp hóa, chợ nông sản, chợ công cộng và bán lẻ khác
- Quy định: các quy tắc và quy định của địa phương, khu vực, quốc gia và quốc tế đối với sản xuất và bán thực phẩm, bao gồm chất lượng thực phẩm, an ninh lương thực, an toàn thực phẩm, tiếp thị / quảng cáo và các hoạt động vận động hành lang trong ngành
- Giáo dục: học thuật, tư vấn, dạy nghề
- Nghiên cứu và phát triển: công nghệ thực phẩm
- Dịch vụ tài chính: tín dụng, bảo hiểm

## Định nghĩa
Thật khó để tìm ra một cách bao gồm tất cả các khía cạnh của sản xuất và bán thực phẩm. Cơ quan Tiêu chuẩn Thực phẩm Vương quốc Anh mô tả nó như sau:
"... toàn bộ ngành công nghiệp thực phẩm - từ nông nghiệp và sản xuất thực phẩm, đóng gói và phân phối, đến bán lẻ và phục vụ ăn uống." 
Dịch vụ nghiên cứu kinh tế của USDA sử dụng thuật ngữ hệ thống thực phẩm để mô tả điều tương tự:
"Hệ thống thực phẩm của Hoa Kỳ là một mạng lưới phức tạp của nông dân và các ngành công nghiệp liên kết với họ. Những liên kết này bao gồm các nhà sản xuất thiết bị nông nghiệp và hóa chất cũng như các công ty cung cấp dịch vụ cho các doanh nghiệp nông nghiệp, chẳng hạn như các nhà cung cấp dịch vụ vận tải và tài chính. Hệ thống này cũng bao gồm các ngành tiếp thị thực phẩm liên kết các trang trại với người tiêu dùng, bao gồm các nhà chế biến thực phẩm và chất xơ, nhà bán buôn, nhà bán lẻ và các cơ sở dịch vụ thực phẩm. " 
Thuật ngữ công nghiệp thực phẩm bao gồm một loạt các hoạt động công nghiệp hướng vào chế biến, chuyển đổi, chuẩn bị, bảo quản và đóng gói thực phẩm. Ngành công nghiệp thực phẩm ngày nay đã trở nên đa dạng hóa, với việc sản xuất từ các hoạt động nhỏ, truyền thống, do gia đình quản lý, sử dụng nhiều lao động, đến các quy trình công nghiệp lớn, thâm dụng vốn và cơ giới hóa cao. Nhiều ngành công nghiệp thực phẩm phụ thuộc gần như hoàn toàn vào nông nghiệp địa phương hoặc đánh bắt cá.

## Sản xuất thực phẩm

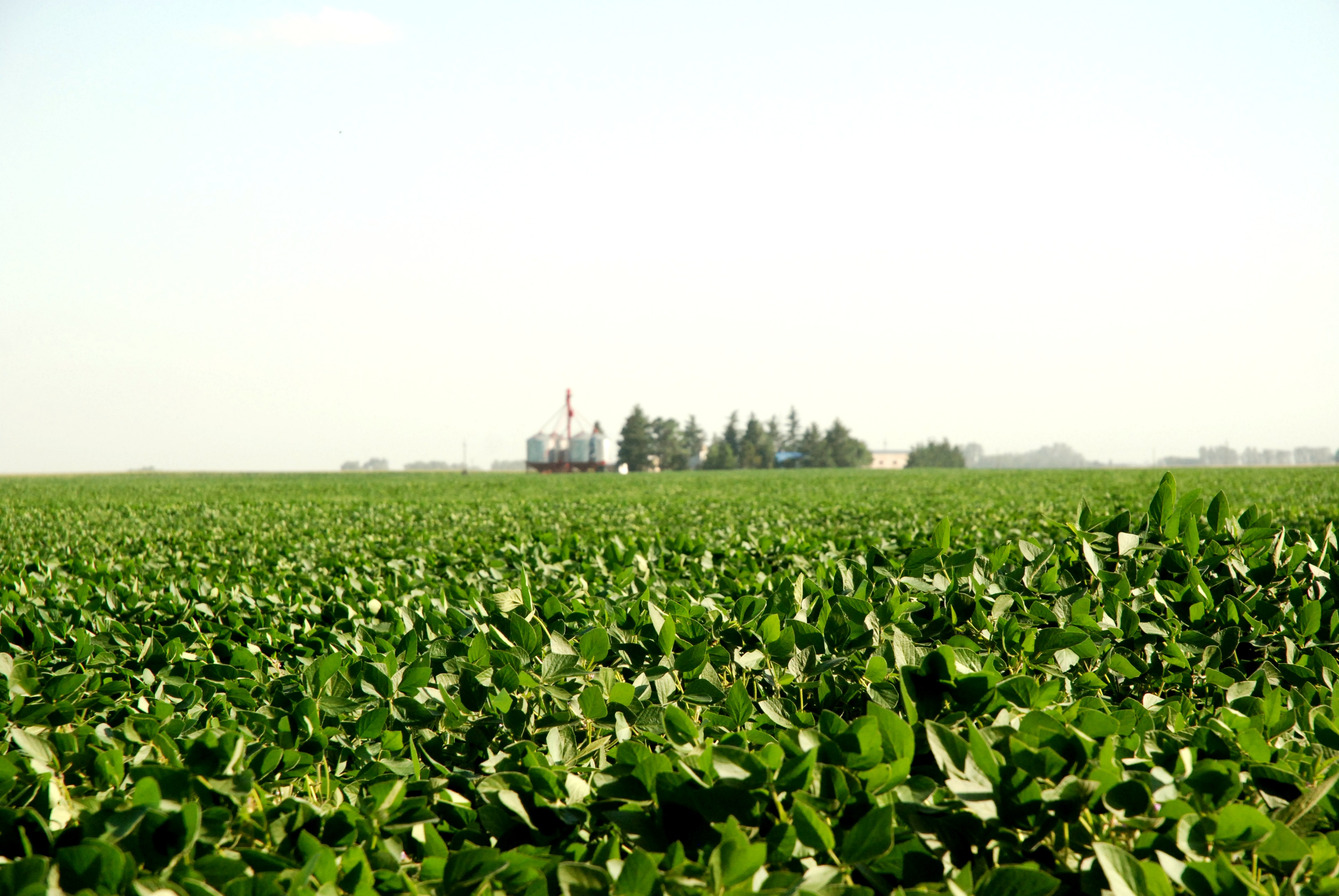
Một cánh đồng đậu tương ở Junin, Argentina

Hầu hết thực phẩm được sản xuất cho ngành công nghiệp thực phẩm đến từ cây trồng hàng hóa sử dụng thực hành nông nghiệp thông thường. Nông nghiệp là quá trình sản xuất thực phẩm, sản phẩm cho ăn, chất xơ và các sản phẩm mong muốn khác bằng cách trồng một số loại cây và chăn nuôi gia súc. Trung bình, 83% thực phẩm được con người tiêu thụ được sản xuất bằng nông nghiệp trên mặt đất. Các nguồn thực phẩm khác bao gồm nuôi trồng thủy sản và đánh cá.
Thực hành nông nghiệp còn được gọi là "canh tác". Các nhà khoa học, nhà phát minh và những người khác cống hiến để cải thiện phương pháp canh tác và thực hiện cũng được cho là tham gia vào nông nghiệp. 1 trong 3 người trên toàn thế giới làm việc trong ngành nông nghiệp, nhưng nó chỉ đóng góp 3% vào GDP toàn cầu. Năm 2017, trung bình, nông nghiệp đóng góp 4% GDP quốc gia. Sản xuất nông nghiệp toàn cầu chịu trách nhiệm từ 14 đến 28% lượng khí thải nhà kính toàn cầu, khiến nó trở thành một trong những đóng góp lớn nhất cho sự nóng lên toàn cầu, phần lớn là do các hoạt động nông nghiệp thông thường, bao gồm phân bón nitơ và quản lý đất đai kém.
Nông học là khoa học và công nghệ sản xuất và sử dụng thực vật cho thực phẩm, nhiên liệu, sợi và cải tạo đất. Nông học bao gồm công việc trong các lĩnh vực di truyền thực vật, sinh lý học thực vật, khí tượng học và khoa học đất. Nông học là ứng dụng của sự kết hợp của khoa học. Các nhà nông học ngày nay liên quan đến nhiều vấn đề bao gồm sản xuất thực phẩm, tạo ra thực phẩm lành mạnh hơn, quản lý tác động môi trường của nông nghiệp và khai thác năng lượng từ thực vật.

## Chế biến thực phẩm

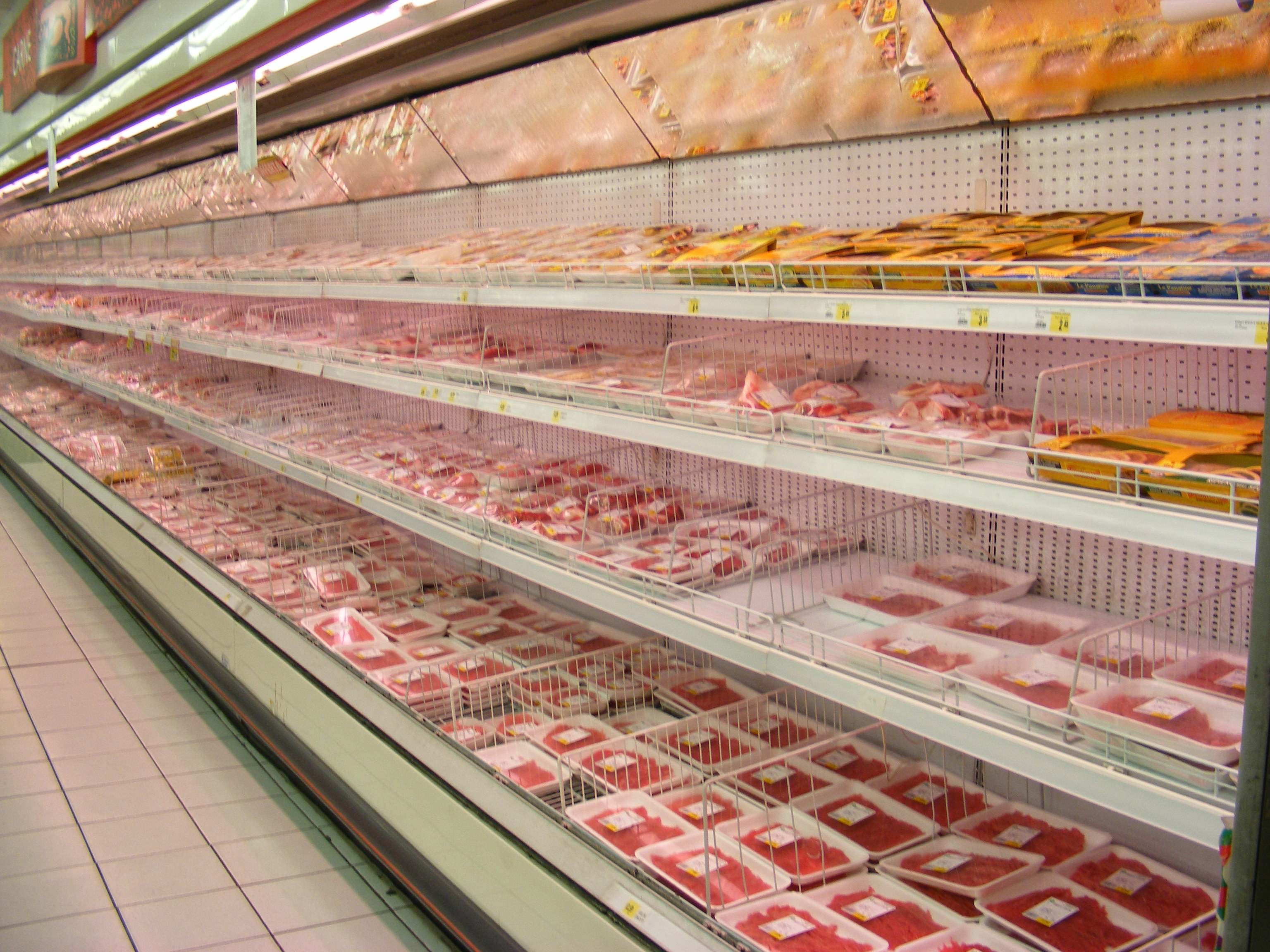
Thịt đóng gói trong siêu thị

Chế biến thực phẩm bao gồm các phương pháp và kỹ thuật được sử dụng để biến đổi các thành phần thô thành thực phẩm cho con người. Chế biến thực phẩm có các thành phần sạch, thu hoạch hoặc giết mổ và làm thịt và sử dụng chúng để sản xuất các sản phẩm thực phẩm bán trên thị trường. Có một số cách khác nhau trong đó thực phẩm có thể được sản xuất.
Sản xuất một lần: Phương pháp này được sử dụng khi khách hàng đặt hàng một thứ gì đó được làm theo thông số kỹ thuật của riêng họ, ví dụ như một chiếc bánh cưới. Việc tạo ra các sản phẩm một lần có thể mất nhiều ngày tùy thuộc vào mức độ phức tạp của thiết kế.
Sản xuất theo lô: Phương pháp này được sử dụng khi quy mô thị trường của sản phẩm không rõ ràng và nơi có một phạm vi trong một dòng sản phẩm. Một số lượng nhất định của cùng một hàng hóa sẽ được sản xuất để tạo ra một lô hoặc chạy, ví dụ, một tiệm bánh có thể nướng một số lượng hạn chế bánh nướng. Phương pháp này liên quan đến việc ước tính nhu cầu của người tiêu dùng.
Sản xuất hàng loạt: Phương pháp này được sử dụng khi có một thị trường lớn cho một số lượng lớn các sản phẩm giống hệt nhau, ví dụ như thanh sô cô la, bữa ăn sẵn và thực phẩm đóng hộp. Sản phẩm chuyển từ giai đoạn sản xuất này sang giai đoạn khác dọc theo dây chuyền sản xuất.
Just-in-time (JIT) (sản xuất): Phương thức sản xuất này chủ yếu được sử dụng trong các nhà hàng. Tất cả các thành phần của sản phẩm có sẵn trong nhà và khách hàng chọn những gì họ muốn trong sản phẩm. Sau đó, nó được chuẩn bị trong một nhà bếp, hoặc trước mặt người mua như trong các món đặc sản sandwich, pizzeria, và các quán sushi.

## Ảnh hưởng của ngành
Ngành công nghiệp thực phẩm có ảnh hưởng lớn đến chủ nghĩa tiêu dùng. Các tổ chức, chẳng hạn như Học viện Bác sĩ Gia đình Hoa Kỳ (AAFP), đã bị chỉ trích vì chấp nhận quyên góp tiền từ các công ty trong ngành công nghiệp thực phẩm, như Coca-Cola. Những đóng góp này đã bị chỉ trích vì tạo ra xung đột lợi ích và thiên lệch một lợi ích nào đó, chẳng hạn như lợi ích tài chính.

## Quy định
Kể từ Thế chiến II, toàn bộ nền nông nghiệp ở Hoa Kỳ và toàn bộ hệ thống lương thực quốc gia đã được đặc trưng bởi các mô hình tập trung vào lợi nhuận tiền tệ bằng chi phí cho sự toàn vẹn xã hội và môi trường. Các quy định tồn tại để bảo vệ người tiêu dùng và phần nào cân bằng định hướng kinh tế này với lợi ích công cộng về chất lượng thực phẩm, an ninh lương thực, an toàn thực phẩm, sức khỏe động vật, bảo vệ môi trường và sức khỏe.

## Bán buôn và phân phối

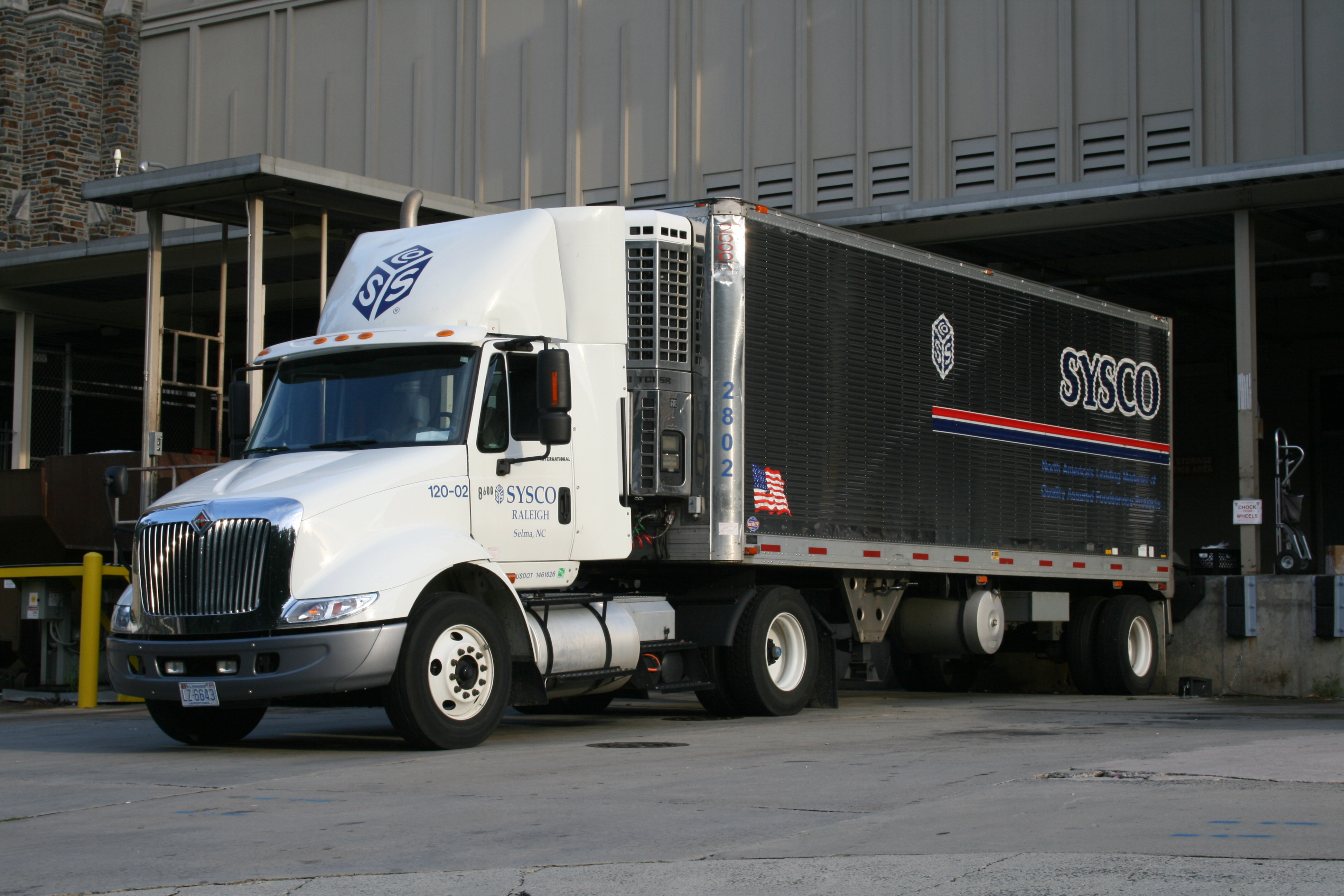
Một xe tải dịch vụ thực phẩm tại một điểm lấy hàng. Xe tải thường phân phối các sản phẩm thực phẩm cho các doanh nghiệp và tổ chức thương mại.

Một mạng lưới hàng hóa toàn cầu rộng lớn kết nối nhiều bộ phận của ngành công nghiệp. Chúng bao gồm các nhà cung cấp, nhà sản xuất, lưu trữ, nhà bán lẻ và người tiêu dùng cuối cùng. Thị trường bán buôn thực phẩm của thực phẩm tươi có xu hướng giảm tầm quan trọng ở các nước đô thị hóa, bao gồm cả Mỹ Latinh và một số nước châu Á do sự phát triển của các siêu thị, mua sắm trực tiếp từ nông dân hoặc thông qua các nhà cung cấp ưa thích, thay vì đi qua thị trường.
Dòng sản phẩm liên tục và không bị gián đoạn từ các trung tâm phân phối đến các địa điểm cửa hàng là một liên kết quan trọng trong hoạt động của ngành thực phẩm. Các trung tâm phân phối hoạt động hiệu quả hơn, thông lượng có thể tăng lên, chi phí có thể giảm và nhân lực sử dụng tốt hơn nếu các bước thích hợp được thực hiện khi thiết lập hệ thống xử lý hàng hóa trong kho.

## Bán lẻ
Với quá trình đô thị hóa trên toàn thế giới, việc mua thực phẩm ngày càng bị loại bỏ khỏi sản xuất thực phẩm. Trong thế kỷ 20, siêu thị đã trở thành nhân tố bán lẻ xác định của ngành công nghiệp thực phẩm. Ở các siêu thị, hàng chục ngàn sản phẩm được tập hợp tại một địa điểm, cung cấp liên tục, quanh năm.
Chuẩn bị thực phẩm là một lĩnh vực khác, nơi sự thay đổi trong những thập kỷ gần đây đã rất ấn tượng. Ngày nay, hai lĩnh vực công nghiệp thực phẩm đang cạnh tranh rõ ràng đối với đồng đô la thực phẩm bán lẻ. Ngành tạp hóa bán các sản phẩm tươi sống và phần lớn là nguyên liệu thô để người tiêu dùng sử dụng làm nguyên liệu trong nấu ăn tại nhà. Ngược lại, ngành dịch vụ thực phẩm cung cấp thực phẩm chế biến sẵn, hoặc là thành phẩm, hoặc là các thành phần được chuẩn bị một phần cho lần "lắp ráp" cuối cùng. Nhà hàng, quán cà phê, tiệm bánh và xe tải thực phẩm di động tạo cơ hội cho người tiêu dùng có thể mua thực phẩm.

## Công nghệ của công nghiệp thực phẩm

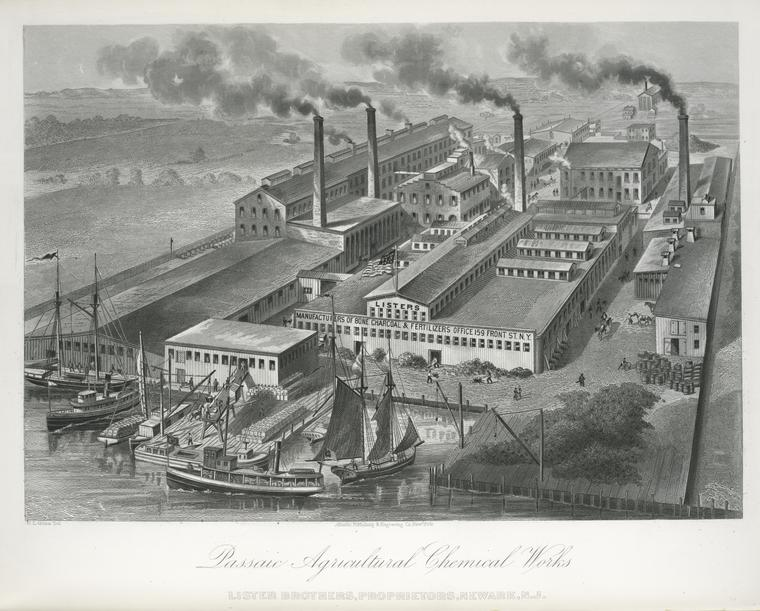
Công trình hóa chất nông nghiệp Passoms, một công ty hóa chất, ở Newark, New Jersey, 1876

Sản xuất thực phẩm hiện đại được xác định bởi các công nghệ tinh vi. Chúng bao gồm nhiều lĩnh vực. Máy móc nông nghiệp, ban đầu được dẫn dắt bởi máy kéo, thực tế đã loại bỏ lao động của con người trong nhiều lĩnh vực sản xuất. Công nghệ sinh học đang thúc đẩy nhiều thay đổi, trong các lĩnh vực đa dạng như hóa chất nông nghiệp, nhân giống cây trồng và chế biến thực phẩm. Nhiều loại công nghệ khác cũng có liên quan, đến mức khó có thể tìm thấy một khu vực không có tác động trực tiếp đến ngành công nghiệp thực phẩm. Cũng như trong các lĩnh vực khác, công nghệ máy tính cũng là một lực lượng trung tâm, với các mạng máy tính và phần mềm chuyên dụng cung cấp cơ sở hạ tầng hỗ trợ để cho phép di chuyển toàn cầu của vô số các thành phần liên quan.